# Чекряк
Чекряк — посёлок в Болховском районе Орловской области. Входит в состав Герасимовского сельского поселения. Население — 4 чел. (2010).

## География
Посёлок находится в северной части Орловской области, в лесостепной зоне, в пределах центральной части Среднерусской возвышенности. Расположен на берегу реки Машок рядом с посёлком Пробуждение.
Уличная сеть представлена одним объектом: Георгиевская улица.
Географическое положение: в 4 километрах от административного центра поселения — деревни Близненские Дворы, в 16 километрах от районного центра — города Болхов, в 69 километрах от областного центра — города Орёл и в 265 километрах от столицы — Москвы.
Часовой пояс
Посёлок Чекряк, как и вся Орловская область, находится в часовой зоне МСК (московское время). Смещение применяемого времени относительно UTC составляет +3:00.
Климат близок к умеренно-холодному, количество осадков является значительным, с осадками даже в засушливый месяц. Среднегодовая норма осадков — 627 мм. Среднегодовая температура воздуха в Болховском районе — 5,1 °C.

## Население
Проживают (на 2017—2018 гг.) 4 жителей в двух дворах, 1 чел. — от 30 до 50 лет и 3 чел. — старше 60 лет.
| 2010 |
| ---- |
| 4    |

Гендерный состав
По данным Всероссийской переписи населения 2010 года в гендерной структуре населения мужчины составляют 50% (2 чел.), а женщины — 50% (2 чел.).

## Инфраструктура
Нет данных.

## Транспорт
Просёлочные дороги. Выезд на автодорогу федерального значения Р92 (участок Орёл — Болхов — Калуга).